# Ministério Público do Estado de Sergipe
O Ministério Público do Estado de Sergipe (MPSE) é a instância no Estado de Sergipe do Ministério Público, que tem como objetivo defender os direitos dos cidadãos e os interesses da sociedade. 